# دان أرمون
دان أرمون (بالعبرية: דן ארמון‏) هو كاتب وشاعر إسرائيلي، ولد في 1948.